# Katunga
Katunga is een plaats in de Australische deelstaat Victoria en telt 300 (schatting) inwoners (2006).